# Intercontinental Rally Challenge
«Intercontinental Rally Challenge» (IRC) — гоночна серія, яка спочатку називалася «International Rally Challenge», з'явилась у 2006 році, та існувала до 2012, і фактично була створена спеціально під нову категорію ралійних автомобілів Супер 2000. Однак, оскільки автомобілів Супер 2000 на світових трасах порівняно небагато, до участі в гонках «IRC» допускаються і автомобілі групи N.
«Intercontinental Rally Challenge», що стартував у свій час як гоночна серія «для молодих водіїв і початківців, які прагнуть визнання».
У «WRC» представлено всього два автомобільні концерни — «Ford» та «Citroën», в той же час у IRC їх уже вісім. У список потрапили: «Abarth» (бренд «Фіата»), «Honda», «Ralliart», «Proton», «Peugeot», «Skoda», «Volkswagen» і, з грудня, «Subaru».
У «IRC» беруть участь машини груп A і N, аж до специфікації Супер 2000. Ралі передбачає проведення 12 етапів по всьому світу, серед яких і ралі в Україні (Prime Yalta Rally).
До участі в змаганнях допускаються «IRC» автомобілі, підготовлені за групою N (включаючи S2000), а також а групою А (крім надпотужної групи А8). Спортсмени ведуть боротьбу за перемогу в загальному заліку, призи за підсумками етапу отримують три найкращі пілоти, три найкращі штурмана і найсильніша команда. Етапи серії проводяться за правилами національних чемпіонатів, а очки на фініші можуть отримати всі екіпажі, які виступають на автомобілях офіційно зареєстрованих виробників. Свій інтерес до «IRC» вже підтвердили багато великих автоконцернів.

## Історія
Дебют серії — «Safari Rally» — відбувся 9-11 березня 2007 року в Кенії. Гонка, що є етапом чемпіонату Африки (а в даний час — і серії «IRC»), з сумарною довжиною спецділянок близько 300 км і досить-таки стандартними (не більше 30 км) допами, після сезону 2002 року вилетіла з календаря чемпіонату світу. «Safari Rally» проходило в ті ж дні, що і мексиканський етап «WRC». Таким чином, організатори рішуче були налаштовані відвоювати частину аудиторії у світовій першості.
Переможцем першого чемпіонату «IRC» став італієць Джандоменіко Бассо, який виступав на новому автомобілі «Fiat Grande Punto Super 2000». Усього ж в дебютному сезоні пройшло чотири етапи: в ПАР, Бельгії, Португалії та Італії.
Різке розширення календаря (дев'ять етапів проти торішніх чотирьох) та географії змагань (Африка, Європа, Азія) змусили говорити про серію як про серйозну загрозу не тільки для чемпіонату Європи, але і для світової першості, а точніше — для заліку «Production Car WRC» (PWRC). За оцінками експертів, проект телеканалу «Євроспорт» претендує на звання міжнародної ралійної серії № 2.
У 2012 році, промоутер IRC, канал «Євроспорт», став партнером ERC. У зв'язку з цим, «Євроспорт» оголосив про злиття цих двох серій.

## Поточний сезон

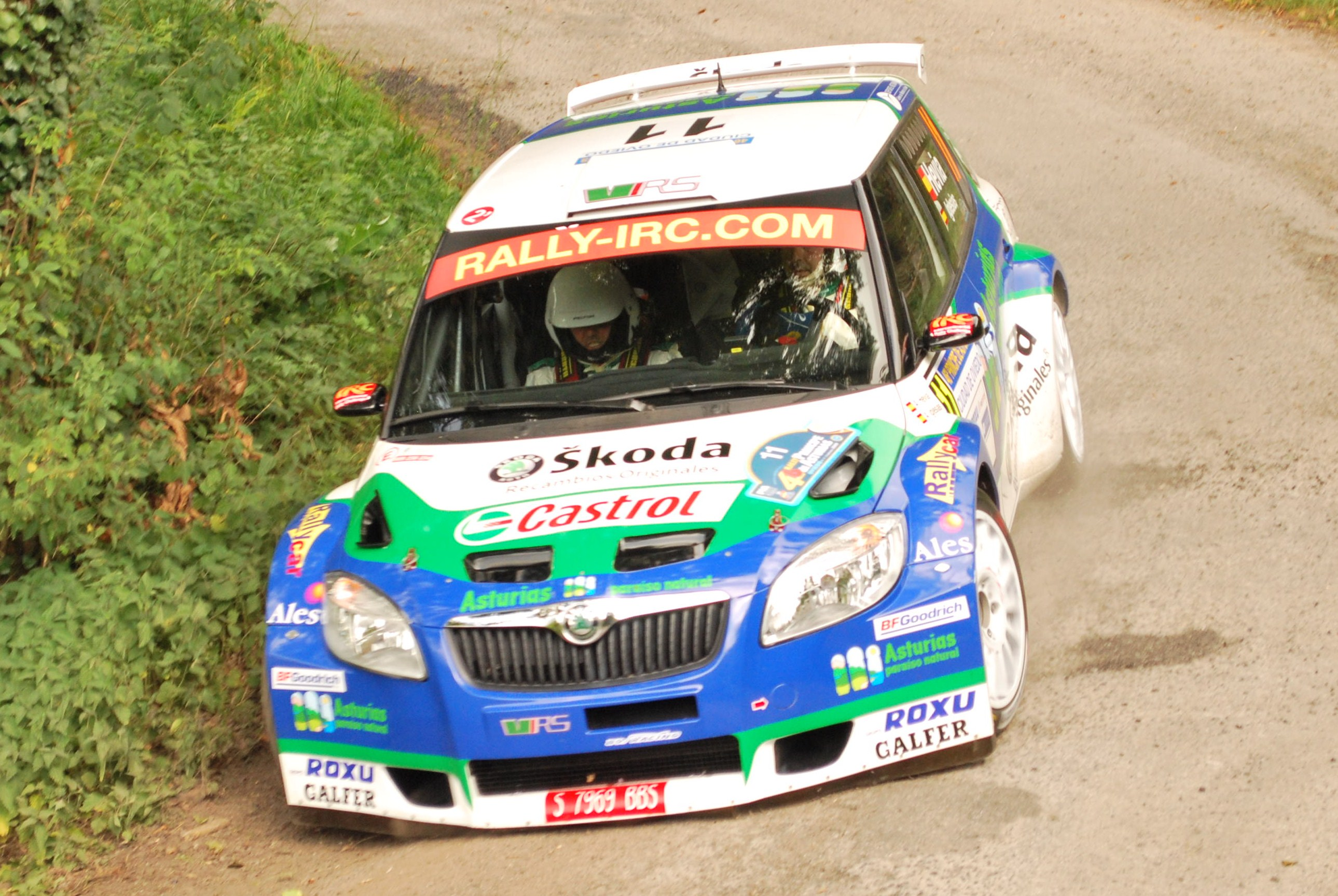
Автомобіль «Škoda Fabia Super 2000».

| Етап | Дати проведення     | Офіційна назва                              | Місце проведення | Покриття       |
| ---- | ------------------- | ------------------------------------------- | ---------------- | -------------- |
| 1    | 23-25 лютого        | Sata Rallye Açores                          | Понта-Делгада    | Гравій         |
| 2    | 15-17 березня       | Rally Islas Canarias Trofeo El Corte Inglés | Лас-Пальмас      | Асфальт        |
| 3    | 6-7 квітня          | Donnelly Group Circuit of Ireland Rally     | Арма             | Асфальт        |
| 4    | 11-12 травня        | Tour de Corse                               | Аяччо            | Асфальт        |
| 5    | 2-3 червня          | Canon Mecsek Rallye                         | Печ              | Асфальт        |
| 6    | 21-23 червня        | Geko Ypres Rally                            | Іпр              | Асфальт        |
| 7    | 6-7 липня           | Rally San Marino                            | TBA              | Гравій         |
| 8    | 20-22 липня         | Sibiu Rally Romania                         | Сібіу            | Гравій         |
| 9    | 31 серпня-2 вересня | Barum Czech Rally Zlín                      | Злін             | Асфальт        |
| 10   | 15-16 вересня       | Prime Yalta Rally                           | Ялта             | Асфальт        |
| 11   | 29-30 вересня       | Rally Sliven                                | Слівен           | Асфальт        |
| 12   | 12-13 жовтня        | Rallye Sanremo                              | Санремо          | Асфальт        |
| 13   | 2-3 листопада       | FxPro Cyprus Rally                          | Лімасол          | Асфальт/Гравій |

## Чемпіони IRC

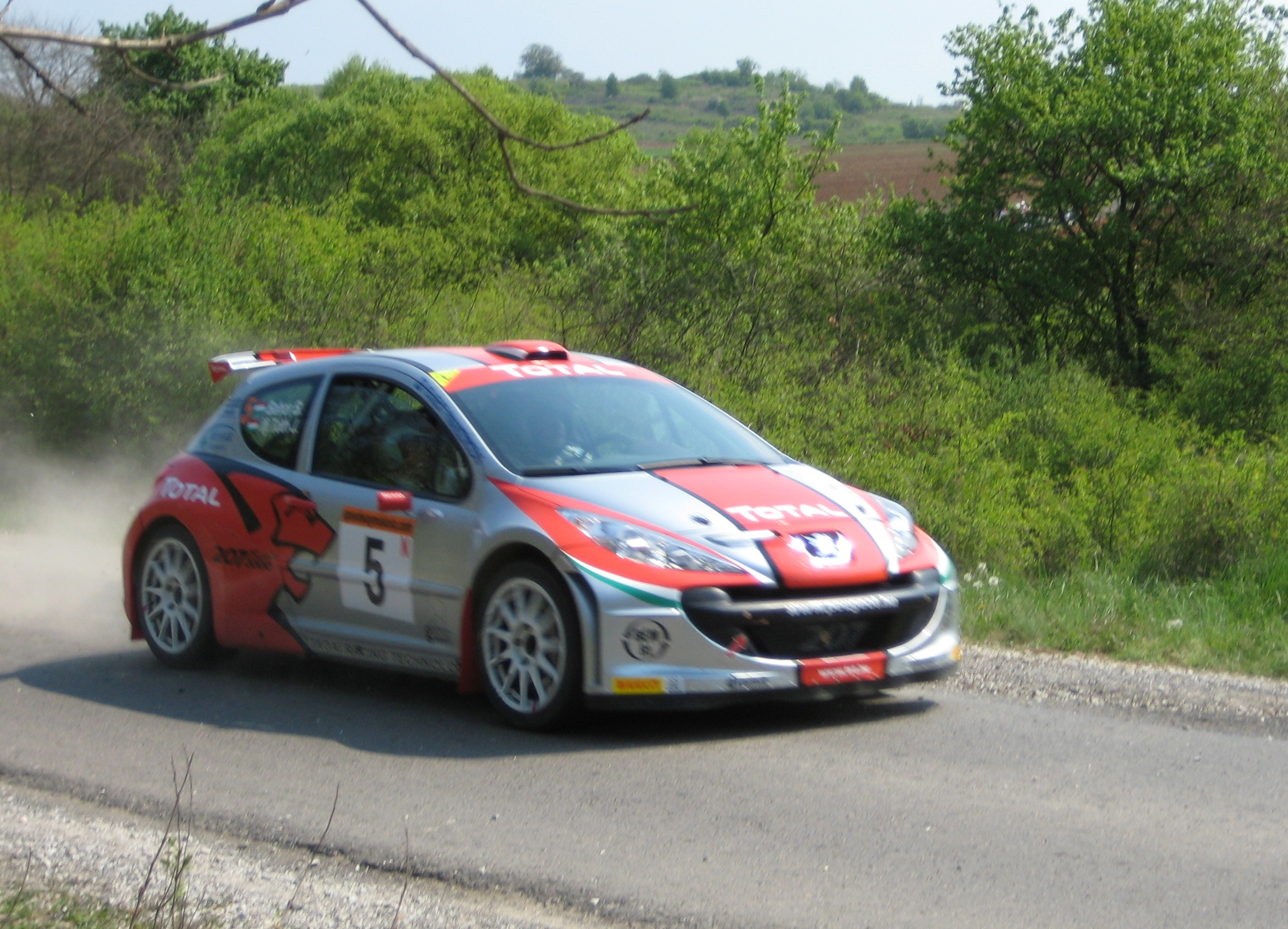
Автомобіль «Peugeot 207 Super 2000».

| Сезон | Чемпіон             | Штурман        | Автомобіль              | Виробник | IRC 2WD Cup     | Виробник |
| ----- | ------------------- | -------------- | ----------------------- | -------- | --------------- | -------- |
| 2006  | Джандоменіко Бассо  | Мітіа Дотта    | Fiat Punto Abarth S2000 | Abarth   | -               | -        |
| 2007  | Енріке Гарсія-Охеда | Хорді Баррабес | Peugeot 207 S2000       | Peugeot  | -               | -        |
| 2008  | Ніколя Вуйоз        | Ніколя Клінгер | Peugeot 207 S2000       | Peugeot  | -               | -        |
| 2009  | Кріс Мік            | Пол Нагл       | Peugeot 207 S2000       | Peugeot  | -               | -        |
| 2010  | Юхо Ханнінен        | Мікко Марккула | Škoda Fabia S2000       | Škoda    | Гаррі Хант      | Peugeot  |
| 2011  | Андреас Міккельсен  | Ола Флен       | Škoda Fabia S2000       | Škoda    | Жан-Мішель Рокс | Honda    |
| 2012  | Андреас Міккельсен  | Ола Флен       | Škoda Fabia S2000       | Škoda    | Гаррі Хант      | Renault  |